# Messiasia penai
Messiasia penai är en tvåvingeart som beskrevs av Wilcox 1975. Messiasia penai ingår i släktet Messiasia och familjen Mydidae.
Artens utbredningsområde är Peru. Inga underarter finns listade i Catalogue of Life.